# Pierre Gauthier
Pierre Gauthier (Paris, 21 de janeiro de 1879 — data de morte desconhecida) foi um velejador francês, medalhista olímpico. Ele competiu nos Jogos Olímpicos de Verão de 1924 na classe 8 Metre e conquistou a medalha de bronze na disputa realizada a bordo do Namousse com Louis Charles Breguet, Robert Girardet, André Guerrier e Georges Mollard.